# Erdei billegető
Az erdei billegető  (Dendronanthus indicus) a madarak osztályának verébalakúak (Passeriformes) rendjébe és a billegetőfélék (Motacillidae) családjába tartozó Dendronanthus nem egyetlen faja.

## Rendszerezése
A fajt Johann Friedrich Gmelin német természettudós írta le 1789-ben, a Motacilla nembe Motacilla indica néven. A Dendronanthus nemet Edward Blyth írta le 1844-ben, ide helyezték át.

## Előfordulása
A Kelet-Ázsiában élő faj. Fészkelőterülete Szibéria északkeleti részén, Kínában, valamint a  Koreai-félszigeten található.
Vonuló faj, a telet Ázsia déli részén, az Indiától Indonéziáig húzódó területen tölti.

## Megjelenése
Testhossza 16-18 centiméter, testsúlya 14–17 gramm. Testalkata karcsú, farka hosszú. A nemek tollazata hasonló.

## Életmódja
Rovarokkal táplálkozik. A többi billegető fajtól eltérően a nyílt területeket kedveli, mint például erdei tisztásokat.

## Szaporodása
Szaporodási ideje márciustól júniusig tart. Csésze alakú fészkét a tojó a fára építi gallyakból, levelekből, fűből, mohából, zuzmóból és pókhálóból. Fészekalja általában 4–5 tojásból áll, melyen 15–16 napig kotlik a tojó.